# 陳炳釗
陳炳釗，香港劇場創作人，皇仁書院、香港中文大學新聞與傳播學系及香港演藝學院畢業戲劇系，前進進戲劇工作坊藝術總監。1988年創立實驗劇團「沙磚上」；1994至1997年任中英劇團教育主任。2002年，獲美國文化協會獎學金前往紐約進修。

## 作品
- 《飛吧！臨流鳥，飛吧！》(臨流鳥工作室·1997及2000)
- 《韋純在威斯堡的快樂旅程》(1998及2000)
- 《快感生活》(演戲家族·1997)
- 《奧利安娜》(前進進戲劇工作坊的·2003及2009)
- 《(魚)夫王N不(手)女》(香港藝術節委約·2004)
- 《(魚)夫王3：覺醒》(2005)
- 《錯把太太當帽子的人》(2005)
- 《333神曲》(2005)
- 《N.S.A.D.無異常發現》(2006)
- 《天工開物‧栩栩如真》(香港藝術節委約·2006年)
- 《飛吧！臨流鳥，飛吧！── 消失的翅膀》(2007)
- 《哈奈馬仙》(2008)
- 《鯨魚背上的欲望》(康文署新視野藝術節委約·2008)
- 《賣飛佛時代》(2009)

## 外部連結
- 陳炳釗 另一個老港 （页面存档备份，存于）
- 陳炳釗末日議題